# EFE Sur
EFE Sur (anteriormente conocida como Ferrocarriles del Sur S.A. o FESUR S.A.) es una filial de la Empresa de los Ferrocarriles del Estado encargada de los servicios de pasajeros Biotrén, Tren Talcahuano-Laja y Tren Victoria-Temuco, los dos primeros de la Región del Biobío y el último en la Región de La Araucanía, y de la administración de la red ferroviaria entre las regiones de Ñuble y Los Lagos.
Fue creada el 29 de septiembre de 1995 bajo el nombre de Ferrocarriles Suburbanos S.A. El año 2008, después de la reestructuración, su nombre cambió a Ferrocarriles Suburbanos de Concepción S.A. (FESUB S.A.) En 2013 la empresa tiene a cargo todos los servicios e infraestructura al sur de Chillán, y en 2015 la empresa cambia su nombre a Ferrocarriles del Sur S.A. (FESUR S.A.), nombre utilizado hasta mayo de 2021.

## Historia

### Primeros años
En la década de 1990 nació un plan de transporte ferroviario de pasajeros para el Gran Concepción, donde EFE encabezó el proyecto. 
En 1995, nace Ferrocarriles Suburbanos.
En 1999, entra en funcionamiento el tramo El Arenal (Talcahuano)-Chiguayante, y más tarde se extiende hasta Hualqui.

### La ejecución de Biovías
En 2000, nace el Sistema Integrado de Transporte Biovías, donde se construyó la Avenida Padre Hurtado, y se modernizó la Avenida Paicaví, en Concepción; Avenida Pedro Aguirre Cerda, en San Pedro de la Paz y Avenida Manuel Rodríguez en Chiguayante. Además se construyeron circuitos ferroviarios, vías exclusivas para los buses y ciclovías. 
En 2005, se inaugura el nuevo tramo Concepción-Lomas Coloradas con nuevos trenes, y así el Gran Concepción comienza a contar con un servicio moderno de transporte ferroviario de pasajeros: Biotrén.

### Proyectos recientes

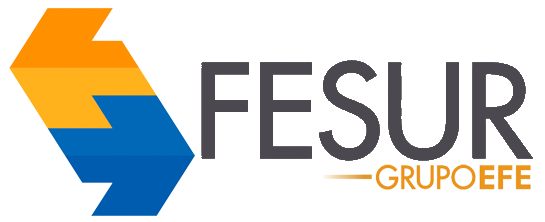
Logotipo de FESUR entre 2013 y 2021.

En 2009, se incorpora el proyecto Biobici, sistema que facilita bicicletas gratuitas en estaciones de la red de Biotrén. Dos años más tarde, comienza el proyecto que integra el mismo servicio con el servicio de Buses Licitados a través de una tarifa única y los Boletos Integrados. 
En 2012, se realiza el cambio de material rodante en el servicio Corto Laja, reemplazando los antiguos trenes por los trenes UT 440. Respecto al Regional Victoria-Temuco, en 2013 se realizó el acople de 2 trenes que prestaban el servicio con el objetivo de aumentar al doble la capacidad de pasajeros transportados en cada viaje.
En 2013, aumentó la frecuencia en la mañana del Biotrén, en San Pedro de la Paz. Una frecuencia que bajó desde 30 minutos a 19 minutos. Además, dentro del proyecto, se construyó la nueva estación Alborada, la cual está en el sector Michaihue.
En el último trimestre de 2014, se inicia el Proyecto Extensión Biotrén a Coronel, con el cual se espera aportar a la descongestión de la Ruta 160 y mejorar la calidad de vida de los que se movilizan entre Coronel y Concepción.
Durante el mes de febrero de 2016 se realizan pruebas de puesta en servicio de Biotrén, estas pruebas se realizan dos veces al día en jornadas diurna y nocturna, logrando cumplir con éxito el recorrido entre Estación Intermodal Coronel y Estación Concepción.
El 29 de febrero de 2016 comienza marcha blanca con acceso a público del recorrido del Biotrén Concepción – Coronel. A las 6:35 de la mañana partió el tren desde la estación intermodal de Coronel rumbo a Concepción, dando oficialmente el inicio al periodo de marcha blanca. El Biotrén hizo de esta forma su primer viaje hacia Concepción y viceversa. Con una frecuencia de 30 recorridos diarios entre ambas ciudades, en marcha blanca el trayecto se hizo en 54 minutos, aunque la meta es bajar a 42. Una alternativa para más de 400.000 personas en la zona minera y en la provincia de Arauco, que buscó descongestionar la Ruta 160. Son siete las nuevas estaciones que reciben un promedio de 14.000 usuarios por jornada.
El 24 de mayo de 2021 fue presentada la nueva imagen corporativa de la Empresa de los Ferrocarriles del Estado, en la cual Fesur cambió su nombre a EFE Sur.

## Operación de servicios en el tiempo
En 2007, la Empresa de los Ferrocarriles del Estado entra en un proceso de reestructuración. Por lo tanto, el 1 de mayo de 2008, la filial Ferrocarriles Suburbanos de Concepción comienza a administrar los servicios Biotrén y Corto Laja en la Región del Biobío y el servicio Regional Victoria-Temuco en la Región de la Araucanía.
En el año 2013, comienza una nueva reestructuración de EFE, en el cual la empresa comienza a operar todos los servicios al sur de Chillán, por lo tanto, en agosto de 2015, la empresa cambia su nombre a Ferrocarriles del Sur.

## Servicios

### En operaciones
- Biotrén: servicio suburbano que opera en 7 comunas del Gran Concepción, en la Región del Bíobío. Su recorrido tiene dos tramos: entre Concepción y Coronel, y otro entre Mercado y Hualqui. En total se extiende por 48 kilómetros, en los cuales se emplazan 25 estaciones.
- Tren Talcahuano-Laja: servicio urbano-rural que opera entre Talcahuano, Hualpén, Concepción, Chiguayante, Hualqui, San Rosendo y Laja. Su recorrido se extiende por 88 kilómetros, en los cuales se emplazan 22 estaciones.
- Tren Victoria-Temuco: servicio urbano – rural que opera entre las comunas de Victoria, Lautaro y Temuco. Su recorrido se extiende por 65 kilómetros, en los cuales se emplazan 9 estaciones.
- Tren Temuco-Pitrufquén: servicio urbano-rural que opera entre las comunas de Pitrufquén, Freire (Chile) y Temuco. Su recorrido se extiende por 29,6 kilómetros, en los cuales se emplazan 3 estaciones.[3]

### Proyectos en construcción y estudios
- Para el Biotrén existe tres mayores estudios de ampliación y creación de servicios:
  - Desde 2016 existe el estudio de extensión de su línea 2 hacia el sur hasta llegar a Playa Blanca y Lota.[4]
  - Para conectar de forma más eficiente al Gran Concepción, se está construyendo un nuevo puente ferroviario sobre el río Biobío.[5]
  - En 2019 se anunció el estudio de la creación de una línea 3 del Biotrén utilizando las vías del ramal Rucapequén-Concepción partiendo desde la estación Concepción, yendo hacia el norte hasta la estación Penco.[6]
- Existe en proyecto de construcción el metrotrén Araucanía, que conectaría entre estación Temuco, estación Padre Las Casas y estación Gorbea.[7]